# Hora Cero: Crisis en el tiempo
Hora Cero: Crisis en el Tiempo es una serie limitada de cómics, un crossover publicado en cinco números semanales por DC Comics en septiembre de 1994. La numeración de Hora Cero fue en orden inverso: empezando con el número 4 y acabando con el número 0 (es decir, una cuenta regresiva hacia cero). La serie fue escrita y dibujada por Dan Jurgens, y entintada por Jerry Ordway.
En la historia, el ex héroe Hal Jordan, que había sido miembro de la fuerza policial intergaláctica conocida como los Green Lantern Corps, enloquece de dolor tras la destrucción de Ciudad Costera durante la historia de «Reign of the Supermen!»,e intenta destruir y rehacer el Universo DC, corrigiendo las cosas que percibía como erróneas, tras haber obtenido el inmenso poder que lo transformó en Parallax. El conflicto dio lugar a un Big Bang completamente nuevo, que reinició todo el Universo DC con sutiles diferencias. Esto sirvió como oportunidad para aclarar problemas de continuidad y arreglar elementos de la trama y trozos de la historia que ya no funcionaban bien. El crossover involucró a casi todas las series mensuales que se publicaban en aquel momento. 
Esta serie se destaca por mostrar al Universo DC «desvaneciéndose» gradualmente a medida que los eventos alcanzan su clímax.

## Antecedentes
DC Comics ideó Hora Cero como una continuación tardía de su importante serie limitada Crisis en las Tierras Infinitas; de hecho lleva el subtítulo «(Una) Crisis en el Tiempo». La serie prometía hacer por las incoherencias en las líneas de tiempo futuras del Universo DC lo mismo que Crisis había hecho por sus mundos paralelos: unificar todo en uno. Pretendía abordar numerosos futuros posibles y líneas temporales alternativas, del mismo modo que Crisis en las Tierras Infinitas había hecho con las realidades alternativas.
El evento sirvió pues como una oportunidad de reconciliar algunos de los problemas que Crisis no había tratado, así como otros causados involuntariamente por la misma. En particular, los personajes revisados del universo post-Crisis habían estado siendo lanzados solo gradualmente, y DC continuaba presentando las versiones viejas de los personajes hasta el lanzamiento de las nuevas, algo que en ciertos casos demoró uno o más años desde el momento en que comenzó a publicarse la primera ola de personajes revisados (por ejemplo, El Hombre de Acero, la Wonder Woman (vol. 2) y Batman: Año uno).  El personaje del Hombre Halcón era uno de los más problemáticos, puesto que la versión revisada no apareció sino hasta 1989. Esto hizo cuestionar qué versión del Hombre Halcón era la que se había visto desde 1986 (un retcon había indicado que había sido tanto el Hombre Halcón de la Edad de Oro como un espía thanagariano). La Legión de Super Héroes enfrentó problemas similares a causa de las eliminaciones de Superboy y Supergirl de la continuidad de DC (Mon-El, un personaje con poderes similares, había sido reformado para ocupar el lugar de Superboy como inspiración de la Legión y su miembro más poderoso). Estos y otros retcons no siempre fueron bien recibidos por los lectores y a menudo introdujeron nuevos problemas.

## Argumento
La historia comienza cuando personajes de realidades alternativas como Alpha Centurion, una versión alternativa de Batgirl, o Triumph empiezan a aparecer de repente en el Universo DC. Una ola de entropía se desplaza entonces desde el final del tiempo hasta el principio, borrando épocas históricas enteras en el proceso.
Aparentemente, el villano presentado en la miniserie era un personaje llamado Extant, antes Halcón del dúo Halcón y Paloma y un ex Joven Titán. Extant había adquirido poderes sobre el tiempo, los cuales utilizó para modificar la línea temporal del Universo DC. Durante una confrontación con miembros de la Sociedad de la Justicia de América, Extant envejeció a varios de ellos (quitando la magia que había mantenido jóvenes a estos héroes de los años 1940), dejándolos débiles o muertos. Sin embargo, el verdadero poder detrás de la destrucción del universo (causado por brechas temporales de entropía) resulta ser Hal Jordan, a quien todos consideraban el Linterna Verde más distinguido de la Historia y miembro de los Green Lantern Corps. Llamándose ahora «Parallax», el enloquecido Jordan intentaba rehacer el universo, deshaciendo los eventos que habían causado la destrucción de Ciudad Costera y sus propias acciones asesinas tras ello. Los esfuerzos en conjunto de varios superhéroes consiguieron evitar que Jordan/Parallax impusiera su visión de un nuevo universo y el universo fue recreado de cero, aunque con diferencias sutiles comparados con el anterior, después de que el joven héroe Damage, con la ayuda de otros héroes, desencadena un nuevo Big Bang. Aunque Jordan estaba muy debilitado por el uso de tanta energía, consigue sobrevivir incluso después de que Flecha Verde le dispare una flecha al corazón..
Este «borrado/recreación» del Universo DC se vio reflejado en varios tie-ins: Cerca del final de algunos de estos, el mundo empezó a desaparecer y la última página de los cómics (o, en algunos casos, varias páginas) el espacio quedó en blanco.

## Resultados
DC publicó una línea de tiempo dentro de la contraportada de Zero Hour n.º0. Allí se identificaban varios acontecimientos e historias clave que eran parte de su nueva línea temporal, y cuándo ocurrieron. Aunque se establecieron fechas fijas para el debut de personajes históricos como la SJA, se indicaba que el debut de Superman post-Crisis había ocurrido «hace 10 años» (otras fechas se indicaban del mismo modo), sugiriendo que los años calendario de estos eventos eran fluidos y relativos respecto al presente y no fijos, lo que permitía mantener las edades presentes de los personajes.
Luego de Hora Cero, la continuidad de la Legión de Super Héroes fue reiniciada completamente, y los distintos Hombres y Chica Halcón se fusionaron en uno (aunque, contrariamente al propósito de la narración, esto creó nuevas contradicciones y confusiones). Cada título de la época tuvo su oportunidad para recontar (o clarificar) el origen de su(s) héroe(s) para establecer la versión oficial en esta continuidad revisada; esto se realizó por medio de números «0» que se publicaron en las semanas siguientes a Hora Cero. Las publicaciones reanudaron sus numeraciones anteriores o, en el caso de las nuevas series, pasaron al n.º 1 el mes siguiente. Varios títulos tomaron nuevos rumbos; por ejemplo, se formaron nuevos equipos en los cómics de la Liga de la Justicia, Connor Hawke (hijo de Oliver Queen) fue presentado en Green Arrow, y Guy «Warrior» Gardner obtuvo nuevos poderes debido al descubrimiento de su herencia alienígena.
La mayor parte del origen de Batman sufrió un retcon tras los eventos en Hora Cero, Batman ahora era considerado una leyenda urbana. Además, Catwoman ya no era una prostituta sino que vivió en una zona pobre de los suburbios de Gotham. Finalmente, contribuyendo a una trama que no había sido completamente explorada en el argumento de Batman: Año tres, Dick Grayson fue adoptado legalmente por Bruce Wayne.
Pero este reinicio «a medias» no resolvió todos los problemas de continuidad. La cuestión de quién era el Hombre Halcón se volvió incluso más confusa, y algunos fanes y creadores sintieron que los múltiples mundos y líneas de tiempo eran un recurso útil (más que un estorbo) para el Universo DC. Por estas y otras razones, DC introdujo una variación del concepto pre-Crisis del Multiverso en forma del Hipertiempo. Finalmente, esta solución tampoco satisfizo a los editores de DC, lo que llevó a la Crisis Infinita en 2005, que revivió y trajo de regreso varios conceptos pre-Crisis.
Hora Cero también sirvió para lanzar o finalizar varias series mensuales. Algunas de estas fueron dictadas por los cambios en la continuidad producidos en argumento de Hora Cero, pero la mayoría simplemente ocurrió porque era un momento oportuno de mercado. Sin embargo, cada una de las nuevas series (salvo Starman) fueron canceladas después de un par de años debido a las ventas escasas. Pero Starman fue un éxito de la crítica que marcó una revolución en la escritura de los cómics, al mismo tiempo que iniciaba una moda que se reflejó en un pequeño números de series centrados en el presente aunque con una mirada hacia el pasado. Tal es el caso del título considerado como sucesor de Starman: JSA.
Hal Jordan cuya transformación en villano enfureció a varios fanes, fue «exonerado» de sus crímenes en la miniserie de 2004-2005 Green Lantern: Rebirth, que reveló a Parallax como una entidad separada que había poseído a Jordan y era responsable de sus acciones. Finalmente casi todas las personas que aparentemente habían sido asesinadas por Jordan/Parallax han vuelto de la muerte o demostrado haber sobrevivido de algún modo.

### Tie-Ins
- Action Comics n.º 703
- Adventures of Superman n.º 516
- Anima n.º 7
- Batman n.º 511
- Batman: Shadow of the Bat n.º 31
- Catwoman (vol. 2) n.º 14
- Damage n.º 6
- The Darkstars n.º 24
- Detective Comics n.º 678
- The Flash (vol. 2) n.º 94
- Green Arrow (vol. 2) n.º 90
- Green Lantern (vol. 3) n.º 55
- Guy Gardner: Warrior n.º 24
- Hawkman (vol. 3) n.º 13
- Justice League America n.º 92
- Justice League International (vol. 2) n.º 68
- Justice League Task Force n.º 16
- L.E.G.I.O.N. '94 n.º 70
- Legion of Super-Heroes (vol. 4) n.º 61
- Legionnaires n.º 18
- The Outsiders (vol. 2) n.º 11
- Robin (vol. 2) n.º 10
- The Sandman (vol. 2) n.º 51-56
- Showcase '94 n.º 10 (preludio)
- Steel (vol. 2) n.º 8
- Superboy (vol. 3) n.º 8
- Superman (vol. 2) n.º 93
- Superman: The Man of Steel n.º 37
- The Team Titans n.º 24
- Valor n.º 23

### Series canceladas porHora Cero
- Team Titans (desprendimiento de New Titans)
- L.E.G.I.O.N. '94
- Valor
- Justice League International

### Series reiniciadas duranteHora Cero
- Legion of Super-Heroes y Legionnaires (post-Hora Cero, ambos series comenzaron a tratarse como una única serie quincenal, algo similar a los cómics de Superman de la misma época)

### Series lanzadas luego deHora Cero
- Fate
- R.E.B.E.L.S. '94 (reemplazo de L.E.G.I.O.N. '94)
- Manhunter (Chase Lawler)
- Primal Force
- Starman
- Xenobrood (serie limitada)

## Mes Cero
El mes inmediatamente posterior a la publicación de Hora Cero, todos las series pertenecientes al Universo DC publicaron números 0.

### Booster Goldn.º 0 (2008)
En 2008, catorce años más tarde, se publicó Booster Gold n.º 0, anunciado por DC Comics como un tie-in oficial de Hora Cero. Este número utilizó el mismo estilo de portada que los otros tie-ins del evento, se refería a la «Crisis en el Tiempo» y empleaba la misma tinta semimetálica que los publicaciones originales de Hora Cero. Asimismo, y como parte de la aventura presente en este número, se explica el origen de Booster. La portada es un homenaje a Zero Hour n.º 4, con la máscara de Ted Kord reemplazando a la de Wally West, Blue Beetles alternativos en lugar de los Hombres Halcón, y los héroes que rodeaban los bordes de la escena reemplazados por Booster en el centro.